# Zhonghechang
Zhonghechang (kinesiska: 中和场镇, 中和场) är en köping i Kina. Den ligger i provinsen Sichuan, i den sydvästra delen av landet, omkring 95 kilometer öster om provinshuvudstaden Chengdu. Antalet invånare är 14 051. Befolkningen består av 6 934 kvinnor och 7 117 män. Barn under 15 år utgör 17,0 %, vuxna 15-64 år 64 %, och äldre över 65 år 17,0 %.
Genomsnittlig årsnederbörd är 1 384 millimeter. Den regnigaste månaden är juli, med i genomsnitt 305 mm nederbörd, och den torraste är december, med 9 mm nederbörd.